# Vincenzo Viviani
Vincenzo Viviani (Firenze, 5 aprile 1622 – Firenze, 22 settembre 1703) è stato un matematico, astronomo e ingegnere italiano.

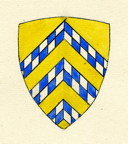
Stemma della famiglia Viviani

Fu allievo di Evangelista Torricelli e discepolo (il più giovane) di Galileo Galilei. In geometria legò il suo nome al teorema di Viviani e alla curva di Viviani (nota anche come "finestra di Viviani").

## Biografia
Nato e cresciuto a Firenze, Viviani studiò presso un collegio di Gesuiti. Il Granduca Ferdinando II de' Medici gli accordò una borsa di studio per acquistare libri di matematica. Viviani studiò questa materia sotto la guida del galileiano Padre Clemente Settimi. Fu poi allievo di Evangelista Torricelli e si dedicò alla fisica e alla geometria.
Nel 1639, a 17 anni, divenne assistente di Galileo Galilei ad Arcetri, fino alla morte del maestro nel 1642. Di Galilei raccolse l'eredità di manoscritti, documenti e lettere, procurandosi di conservare la memoria dello scienziato pisano e di diffondere il suo insegnamento. Tutto questo materiale confluì nell'opera Racconto istorico della vita di Galileo con notazioni sulla vita pubblica e privata dello scienziato pisano. A Firenze, Viviani fece incidere l'intera vita e le opere di Galilei su alcune lunghe epigrafi in latino sulla facciata del suo palazzo, che venne da allora soprannominato Palazzo dei Cartelloni. Dal 1655 al 1656 curò la prima edizione dell'opera completa di Galilei.
Dopo la morte di Torricelli nel 1647, Viviani subentrò come suo successore all'Accademia delle Arti del Disegno di Firenze. Ferdinando II lo nominò Ufficiale dei Fiumi, carica che Viviani occupò per il resto della sua vita. In seguito Viviani sarà anche Ingegnere della Magistratura di Parte Guelfa. Egli fu inoltre uno dei primi membri del gabinetto sperimentale del Granduca, l'Accademia del Cimento, fondata un decennio più tardi.
Nel 1659 diede alle stampe il De Maximis et minimis geometrica divinatio in quintum conicorum Apollonii Pergaei dideicato al granduca Ferdinando. Viviani è galileiano, dunque la geometria è nella Natura. Ed è in questo grande libro che Apollonio ha letto le sue coniche. Se parte di questo lavoro è andato perduto, esso si può certamente ricostruire. Viviani ha maturato questa idea da quando aveva diciotto anni. Ma, ora per un motivo ora per un altro, non è ancora riuscito a concretizzare il suo progetto. Eppoi però arriva la notizia del ritrovamento del quinto come degli altri libri perduti delle coniche! Viviani spiega questo suo progetto nella PREFAZIONE tradotta in italiano da Biagio Scognamiglio.
Nel 1660, assieme a Giovanni Alfonso Borelli, condusse un esperimento per determinare la velocità del suono: misurando l'intervallo di tempo tra la vista del bagliore dello scoppio di un cannone posto a una certa distanza e la percezione del rumore, giunsero a un risultato di 350 metri al secondo, valore molto più vicino alle misurazioni attuali (331,29 metri/secondo ad una temperatura di 0 °C) del precedente di 478 metri/secondo ottenuto da Pierre Gassendi. È molto probabile che Viviani partecipasse, con Borelli all'esperimento della misurazione della velocità della luce a mezzo di specchi riflettenti, sulla distanza Firenze-Pistoia.
Nel 1661 Viviani condusse esperimenti sulla rotazione del pendolo, 190 anni prima della famosa dimostrazione di Foucault.
Dal 1666, con il crescere della sua fama di matematico, Viviani cominciò a ricevere svariate offerte di incarichi dalle corti europee: Luigi XIV di Francia gli offrì un posto all'Academie Royale des Sciences, Giovanni II Casimiro di Polonia voleva nominarlo astronomo di corte. Timoroso di perdere Viviani, il Granduca lo nominò allora matematico di corte: Viviani accettò e declinò le altre offerte.

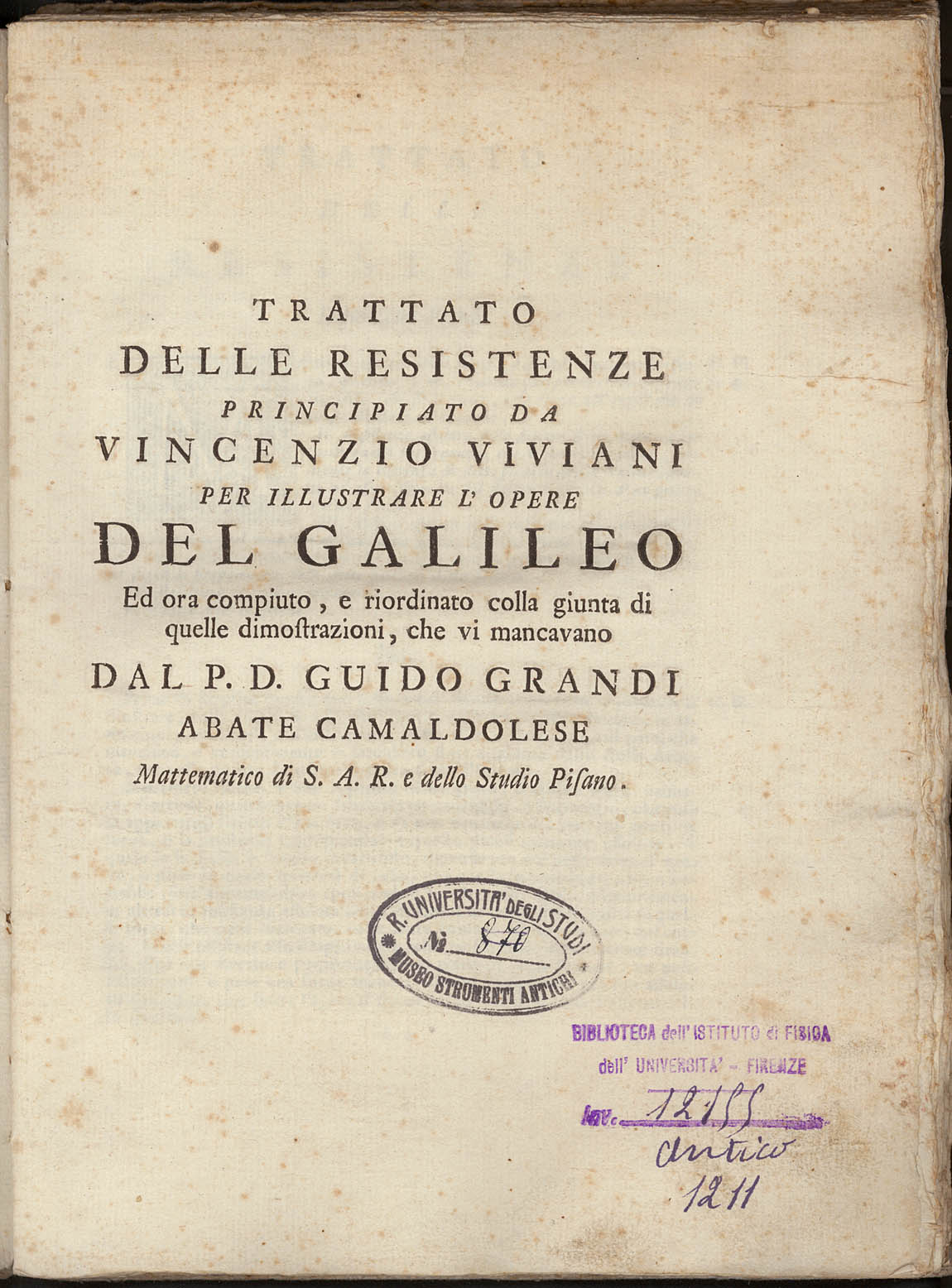
Frontespizio di Trattato delle resistenze di Vincenzo Viviani completato da Guido Grandi (Firenze, 1718)

Nel 1687 scrisse un trattato sull'ingegneria idrica, pubblicato l'anno seguente: Discorso al serenissimo Cosimo III granduca di Toscana intorno al difendersi dai riempimenti, e dalle corrosioni dei fiumi applicato ad Arno in vicinanza della città di Firenze.
Alla sua morte, Viviani lasciò un'opera quasi completa sulla resistenza dei solidi, in seguito completata e pubblicata da Luigi Guido Grandi come Trattato delle resistenze.
Negli anni Trenta del Settecento, la Chiesa finalmente consentì che la salma di Galileo fosse seppellita in una tomba convenientemente decorata nella basilica fiorentina di Santa Croce: il monumento funerario venne realizzato anche con fondi lasciati da Viviani per quel preciso scopo. Anche i resti di Viviani vennero traslati nella nuova tomba di Galileo.
Gli strumenti matematici raccolti da Viviani nel corso della sua vita sono oggi conservati presso il Museo Galileo di Firenze.
Gli è stato dedicato il cratere lunare Viviani.

## Opere
- Trattato delle resistenze, Firenze, Giovanni Gaetano Tartini & Santi Franchi, 1718  [?].
- Vincenzo Viviani, Racconto istorico della vita di Galileo Galilei, in Le opere di Galileo Galilei, XIX, 1938  [1654],  pp. 597-632.
- Vincenzo Viviani, Discorso al serenissimo Cosimo III granduca di Toscana intorno al difendersi dai riempimenti, e dalle corrosioni dei fiumi applicato ad Arno in vicinanza della città di Firenze, Firenze, Stamperia di Piero Matini, 1688.